# Mbamurr Kunda
Mbamurr Kunda är en ort i Gambia. Den ligger i regionen North Bank, i den västra delen av landet, 60 km öster om huvudstaden Banjul. Antalet invånare var 296 vid folkräkningen 2013.